# Кюрпюльдек
Кюрпюльдек (кирг. Күрпүлдөк) — село в Панфиловском районе Чуйской области Кыргызстана, административный центр Кюрпюльдекского аильного округа. Код СОАТЕ — 41708 219 820 01 0.

## География
Село расположено в северо-западной части области, севернее Большого Чуйского канала, на расстоянии приблизительно 8 км по прямой к северо-западу от города Каинды, административного центра района. Абсолютная высота — 764 метра над уровнем моря.

## Население
| Год     | 2009 | 2014 | 2015 |
| ------- | ---- | ---- | ---- |
| человек | 1578 | 1537 | 1552 |